# Odontobdella krishna
Odontobdella krishna — вид п'явок роду Odontobdella родини Salifidae.

## Опис
Загальна довжина сягає 7,7 см, завширшки 6 мм. Очі відсутні. Тіло велике, видовжене з дрібними сосочками, розташованому в рядок за кільцями, звужується на кінці. Соміти в середині тіла складають з 6 кілець, з яких 1 кільце вужче за інші 5. На спині розташовано 11 кілець. Глотка пухирчаста, трикутна в розрізі. Має 2 рудиментарні невеличкі стилети в середині глотки. Діаметр задньої присостки становить 5 мм. Статеві пори (гонопори) самця є дуже великими і помітно роздутими, розташовані біля 11 кільця, жіночі менші — біля 12 кільця. Відстань між порами становить 5,5 кільця.
Забарвлення жовто-коричневе з нерівними коричневими плямочками.

## Спосіб життя
Зустрічається в річних банках, біля берегу, на мілині. Є хижаком, що живиться дрібними безхребетними, переважно малощетинковими червами з роду Glyphidrilus.
Перед сезоном мусонів відкладає кокони овальної та яйцеподібної форми завдовжки 13 мм і завширшки 6,7 мм, що закріплюються до кам'яного субстрату.

## Розповсюдження
Є ендеміком Індії, знайдено в долині річки Ганг.